# Underground Kingz
Underground Kingz ist das fünfte Studioalbum des Hip-Hop-Duos UGK. Es ist zudem das letzte Album der Gruppe, das zu Lebzeiten Pimp Cs veröffentlicht wurde. Underground Kingz erschien als Doppel-Album am 7. August 2007 in den Vereinigten Staaten und am 24. August 2007 in Deutschland über das Label Jive Records. Es ist das erste Album der beiden Rapper, mit welchem sie auf Platz eins der amerikanischen Charts einsteigen konnten.

## Entstehung
Nachdem im Jahr 2001 das vierte Studioalbum Dirty Money der Gruppe UGK veröffentlicht worden war, folgte im Januar 2002 eine Haftstrafe für Pimp  C, welcher eine Hälfte des Duos darstellt. Die Inhaftierung des Rappers dauert bis zu seiner Entlassung am 30. Dezember 2005 an. In der Zwischenzeit veröffentlichte Pimp  Cs Partner Bun  B ein Soloalbum und sorgte, unter anderem durch den häufig skandierten Slogan Free Pimp  C, dafür, dass der Name des Südstaaten-Duos aufrechterhalten bleibt. Nach der Entlassung veröffentlichte Pimp C zunächst sein Album Pimpalation und gründete zusammen mit Bun  B das Label UGK Records. Anschließend begannen die beiden Rapper mit den Arbeiten an Underground Kingz, welches später, ebenso wie der Vorgänger Dirty Money, über Jive Records erschien.

## Titelliste
| CD 1 | CD 2 |
| --- | --- |
| 1. Swishas And Dosha – 5:11 2. Int’l Players Anthem (I Choose You) (feat. Outkast) – 4:19 3. Chrome Plated Woman – 4:18 4. Life Is 2009 (feat. Too $hort) – 4:08 5. The Game Belongs to Me – 5:14 6. Like That (Remix) – 3:51 7. Gravy – 4:57 8. Underground Kingz – 4:33 9. Grind Hard (feat. Young T.O.E. und DJ B-Do) – 4:04 10. Take tha Hood Back (feat. Slim Thug, Vicious und Middle Fingaz) – 5:37 11. Quit Hatin’ the South (feat. Charlie Wilson und Willie D) – 6:07 12. Heaven – 4:20 13. Trill Niggas Don’t Die (feat. Z-Ro) – 4:28 14. Top Drop Dyne (Remix) (Hidden Track) (feat. Cory "Mo") | 1. How Long Can It Last (feat. Charlie Wilson) – 6:47 2. Still Ridin’ Dirty (feat. Scarface) – 5:20 3. Stop-N-Go (feat. Jazze Pha) – 3:54 4. Cocaine (feat. Rick Ross) – 4:50 5. Two Type of Bitches (feat. Dizzee Rascal und Pimpin’ Ken) – 4:56 6. Real Women (feat. Talib Kweli und Raheem DeVaughn) – 4:33 7. Candy – 3:30 8. Tell Me How Ya Feel – 4:25 9. Shattered Dreams (feat. Sleepy Brown) – 5:14 10. Like That – 2:48 11. Next Up (feat. Big Daddy Kane und Kool G Rap) – 3:04 12. Living This Life – 5:08 13. Outro – 0:49 14. Player’s Anthem (Chopped & Screwed by OG Ron C) (Bonus-Track) (feat. Three 6 Mafia) – 5:31 15. Player’s Anthem (Bonus-Track) (feat. Three 6 Mafia) – 3:20 16. Hit the Block (Bonus-Track) (feat. T.I.) – 3:59 17. Top Drop Dyne (Bonus-Track) (feat. Cory "Mo") |

## Gastbeiträge

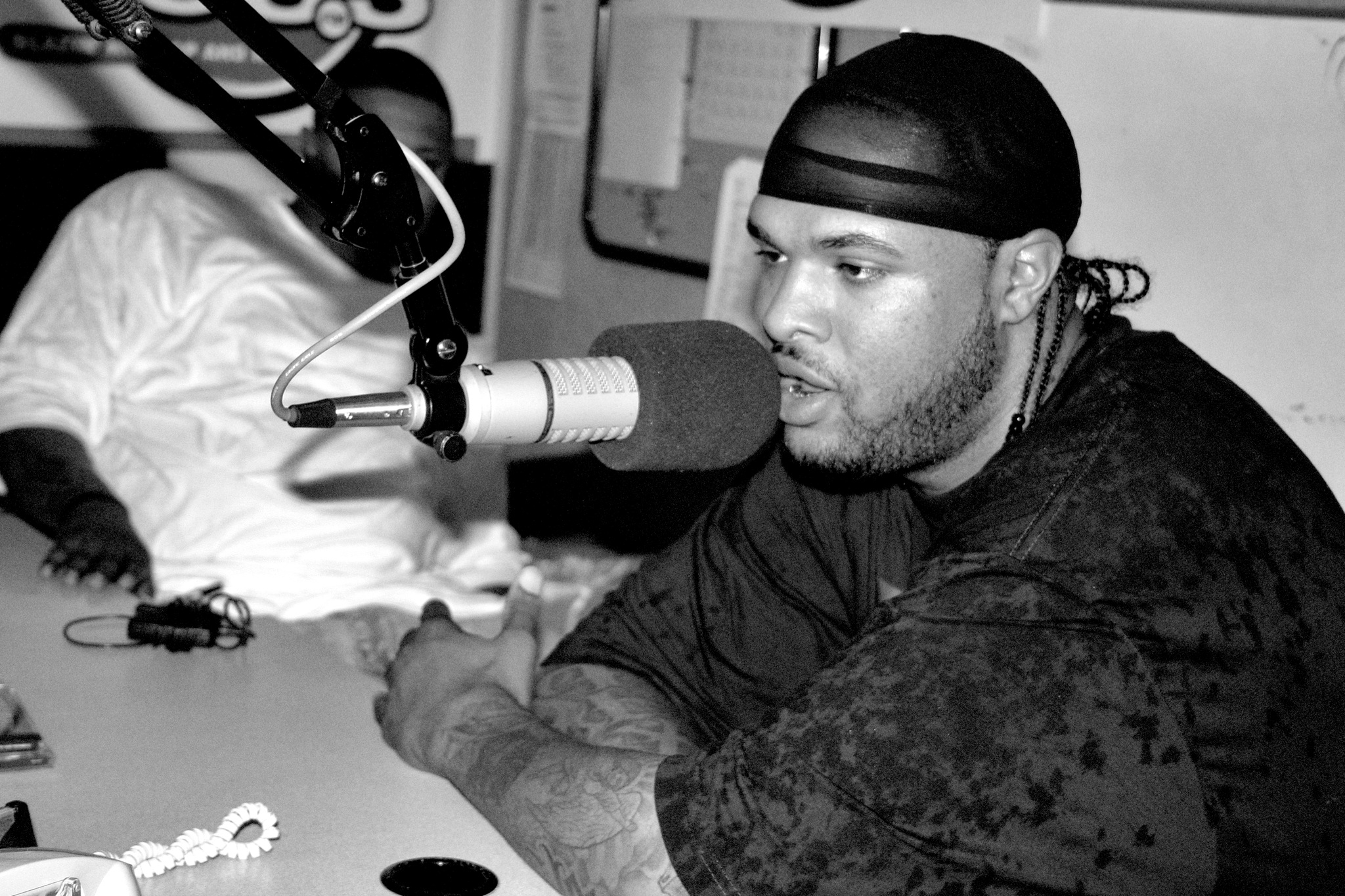
Rapper Slim Thug (2005)

Underground Kingz beinhaltet Gastbeiträge von 23 verschiedenen Hip-Hop-Künstlern. Diese große Menge an Gastmusikern wurde in diversen Rezensionen negativ kritisiert. Den Hauptanteil der auftretenden Rapper sind wie UGK aus den US-amerikanischen Südstaaten. OutKast und T.I. sind an jeweils einem Lied beteiligt. Weitere populäre Gastmusiker sind der Sänger Charlie Wilson, der auf zwei Liedern vertreten ist, die Three 6 Mafia, welche ein Jahr zuvor einen Oscar gewinnen konnten, sowie der aus Florida stammende Rapper Rick Ross. Auf dem Lied Two Type of Bitches sind Pimpin’ Ken und Dizzee Rascal zu hören. Einige Monate zuvor waren UGK bereits auf dem Album Maths and English des britischen Grime-Musikers vertreten.

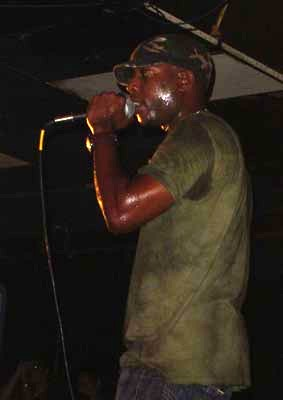
Hip-Hop-Musiker Talib Kweli

Weitere Beteiligungen an Underground Kingz sind durch die in Deutschland wenig bekannten Young T.O.E., DJ B-Do, Vicious, Middle Fingaz, Willie  D und Cory  “Mo” zu verzeichnen. Auf Still Ridin' Dirty ist außerdem der Texaner Scarface und auf Stop-N-Go der Musikproduzent Jazze Pha zu hören.
Des Weiteren sind die Rapper Too Short und Slim Thug an je einem Musikstück beteiligt. Trill Niggas Don’t Die entstand unter der Beteiligung von Z-Ro und Shattered Dreams unter der von Sleepy Brown. Außerdem sind auf Real Women Talib Kweli und Raheem DeVaughn und auf Next Up Big Daddy Kane und Kool G Rap vertreten. In einem Interview äußerten sich UGK über die Gründe für die umfangreiche Gästeliste.

„Die Leute wollen heutzutage wissen, mit wem man down ist. Also haben wir eben mal ausgepackt und gezeigt, wie connectet wir wirklich sind. Aber trotzdem ist das Rückgrat des Albums der klassische UGK-Sound. Wir müssen keinen Trends folgen, schließlich basiert vieles von dem, was Leute heute tun, auf unseren frühen Sachen. Wir bleiben bei dem, was wir kennen, und das ist zeitlose Musik.“

## Produktion
An der Produktion des Albums waren eine Großzahl an Hip-Hop-Musikern beteiligt. UGK-Mitglied Pimp C ist dabei für die Beats von acht Liedern verantwortlich. Diese sind Chrome Plated Woman, Underground Kingz, Quit Hatin’ The South, Heaven, How Long Can It Last, Still Ridin’ Dirty, Real Women und Shattered Dreams. Das Produzenten-Duo Juicy J and Paul hat die Instrumentierung des Stücks Int’l Players Anthem (I Choose You) beigesteuert. Des Weiteren haben der Rapper Scarface den Beat zu Life Is 2009 und die Musiker Beat Masta Wes & Averexx den Beat zu The Game Belongs To Me produziert. Der aus Memphis stammende Jazze Pha ist für drei Produktionen verantwortlich. Diese sind den Liedern Gravy, Stop-N-Go und Tell Me How Ya Feel zuzuordnen. Like That (Remix) ist von Steve Below und Take Tha Hood Back von The Runners produziert worden. Die musikalische Untermalung von Trill Niggars Don’t Die erfolgte durch Bido 1, Joe Traxxx und Yung Fyngaz. Weitere Produktionen wurden von The Blackout Movement (Cocaine), Momo (Two Type Of Bitches), Scarface & Biggtyme (Candy) und Cory Mo (Outro) angefertigt. Lil Jon, welcher zu den kommerziell erfolgreichsten Künstlern des Genres Crunk gehört, ist durch das Musikstück Like That an dem Tonträger beteiligt. Außerdem wurden Living this life von N.O. Joe und Joe Scorese und Next Up von dem New Yorker-DJ Marley Marl produziert.

## Illustration
Der Großteil des Covers wird von der Fotografie der Rapper Bun B und Pimp C bedeckt. Diese Aufnahme entstand aus der Zentralperspektive. Beide Männer tragen Sonnenbrillen und Baseballcaps. Der untere Teil der Körper wird durch das UGK-Logo und einem Underground Kingz-Schriftzug bedeckt. Im Hintergrund sind verschiedene Abbildungen, die in orangen Farbtönen gestaltet sind, dargestellt.

## Rezeption

### Chartplatzierungen
Die Single zu dem Lied Int'l Players Anthem (I Choose You) konnte in den Vereinigten Staaten Platz 70 der Billboard-Hot-100 erreichen. Zudem wählte das Magazin Rolling Stone das Musikstück auf Platz zehn ihrer Liste der 100 Best Songs of 2007. Damit liegt das Lied einen Platz vor dem Stück Stronger des Musikers Kanye West. Am 6. Dezember 2007 und damit zwei Tage nach dem überraschenden Tod des Rappers Pimp C wurde bekannt gegeben, dass Int'l Players Anthem (I Choose You) für einen Grammy in der Kategorie Bester Rap eines Duos oder einer Gruppe nominiert worden ist. Das Duo konnte diesen jedoch nicht gewinnen.
Underground Kingz konnte in der ersten Woche nach dem Erscheinen 156.000 Mal verkauft werden. Damit stieg der Tonträger auf Platz eins der Billboard 200 einsteigen. Bis Dezember 2007 wurden insgesamt 516.000 Einheiten verkauft.

### Kritiken
Die Kritiken zu Underground Kingz fielen größtenteils positiv aus. Das deutsche Hip-Hop-Magazin Juice bezeichnete den Tonträger als „überdurchschnittliches Album von zwei wahren Pionieren der Rapgeschichte“. Underground Kingz erhielt von den Redakteuren des Magazins vier von möglichen sechs Kronen. Negativ kritisiert das Magazin die zahlreichen Gastauftritte befreundeter Hip-Hop-Musiker, die, aus der Sicht der Redakteure, mit wenigen Ausnahmen als „Durchschnittsware“ bezeichnet werden müssen.

„Pimp Cs nölender Slang und Bun Bs O.G.-Bariton ergänzen sich auch im 15. Jahr seit der ersten Veröffentlichung so perfekt wie Hustensaft und Soda. Auf tickenden Hi-Hats, schleppenden Snares und Instrumentierung in Live-Ästhetik berichten die Untergrundkönige vom Alltag im dreckigen Süden. […] Ein paar der stärksten Songs sind bereits im Vorfeld geleakt worden: Die grandiose Int’l Players Anthem mit den Kollegen von Outkast etwa, das extra-relaxte The game belongs to me oder die Juice Crew-Hommage Next mit Kane und G Rap auf einem waschechten Marley Marl-Beat. […] Leider ist ein Doppelalbum grundsätzlich immer so eine Sache: 29 Tracks am Stück, 130 Minuten Gesamtlaufzeit, das wirkt selbst bei den unterhaltsamsten Rappern meist ermüdend, da geht es auch UGK nicht anders. Trotz eines durchaus kohärenten Vibes hat sich nämlich einfach zuviel Füllmaterial auf die Doppel-Disc geschlichen.“

Auch das Rolling-Stone-Magazin kritisiert die Länge des Albums und hebt die Stücke The Game Belongs to Me und Int’l Players Anthem positiv hervor. Die Redaktion des US-amerikanischen Magazin wertete Underground Kingz mit 3,5 von möglichen 5 Sternen.
Eine besonders positive Bewertung erhielt Underground Kingz von der Seite Allhiphop.com. Die Redakteure dieser Internetseite vergaben dem Tonträger 8,5 von möglichen 10 Sternen und bezeichneten ihn unter den im Jahr 2007 erschienen Hip-Hop-Alben aus den Südstaaten der Vereinigten Staaten als bestes. Gelobt wird in der Rezension die Darstellung der glamourösen und schlechten Seiten des Lebens auf der Straße der Südstaaten.